# 애덤 볼러
애덤 볼러(영어: Adam Boehler, 1979년 6월 23일 ~ )는 미국의 기업인이다. 2019년부터 미국 국제개발금융공사(U.S. International Development Finance Corporation) CEO로 재직하고 있다.
뉴욕주 올버니 출신이고 펜실베이니아 대학교에서 경제학을 전공했다. 재학 중 재러드 쿠슈너와 룸메이트였던 것으로 알려졌다.
2019년 11월 그는 파이낸셜 타임스와의 인터뷰에서, 중국 정부의 대외 투자를 '카드로 만든 집'에 비유하며 신흥시장 국가를 뒤흔들 수 있다고 비판했다.